# Metacopa variipennis
Metacopa variipennis är en skalbaggsart som beskrevs av Leon Fairmaire 1896. Metacopa variipennis ingår i släktet Metacopa och familjen långhorningar.
Artens utbredningsområde är Madagaskar. Inga underarter finns listade i Catalogue of Life.